# Langley Air Force Base
Langley Air Force Base est une base de l'United States Air Force située près de la ville de Hampton en Virginie.
La base abrite en 2007 le 1st Fighter Wing équipé de F-15C/D et F-22A, le 480th Intelligence Wing et le quartier général de l'Air Combat Command.

## Historique
Il s'agit de la plus ancienne base aérienne des États-Unis en activité et l'une des plus importantes de l'USAF.
En effet, le NACA et l'US Army ont ouvert cette installation, alors appelée Langley Field, en 1917. En 1946, le nouveau Tactical Air Command y installa son quartier général. En 2005, environ 8 000 militaires et 2 800 civils y sont employés.
Le 1er octobre 2010, la Langley Air Force Base est fusionné avec Fort Eustis pour devenir la Joint Base Langley–Eustis (en).

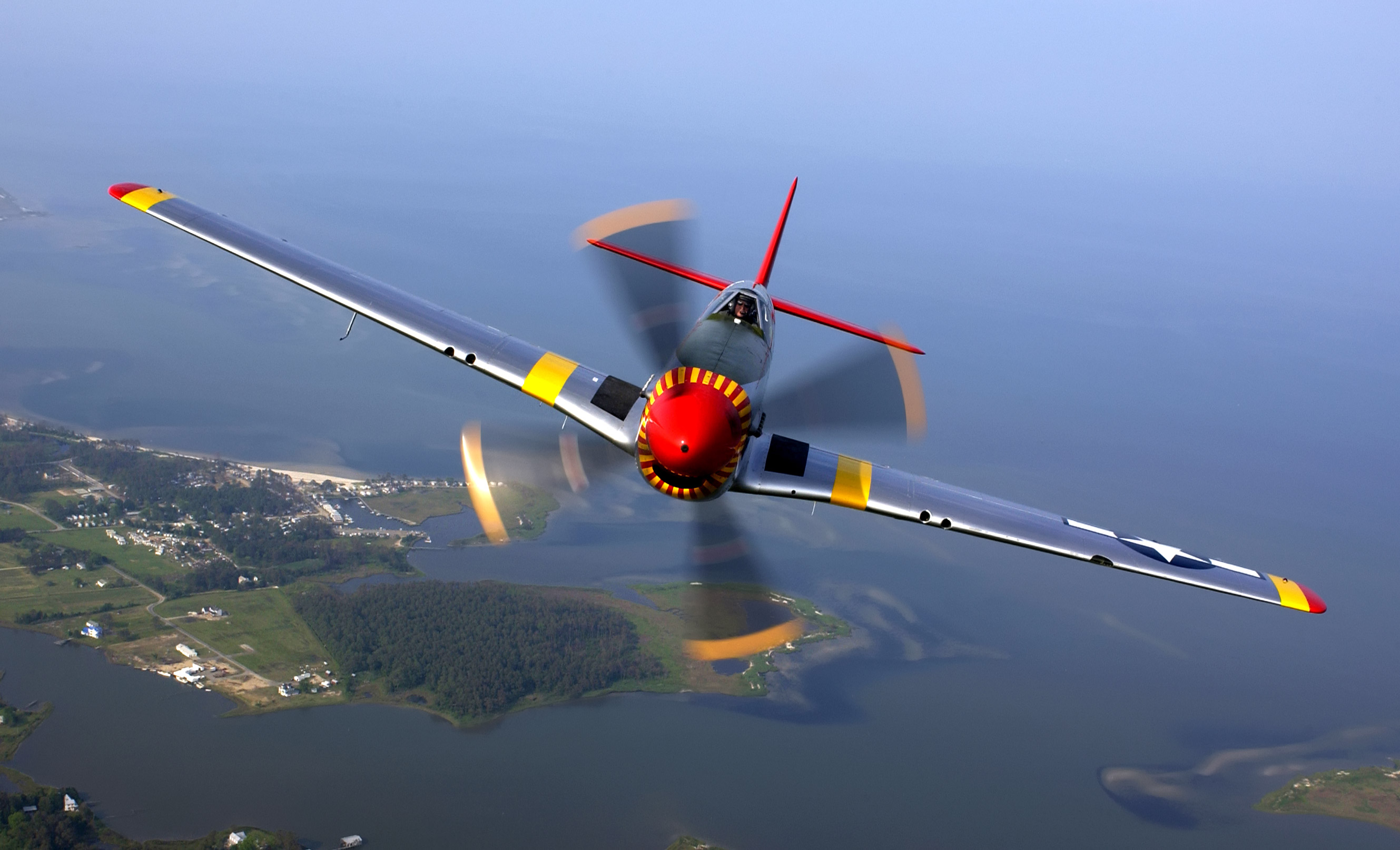
Un North American P-51 Mustang en vol. Photo prise durant un show aérien dans la base de l'Air Force à Langley, en Virginie.